# Копенгагенское сражение
Копенгагенское сражение (англ. Battle of Copenhagen, дат. Slaget på Reden) — сражение между английским и датским флотами, состоявшееся 2 апреля 1801 года.

## Предыстория
С 1792 года Великобритания находилась в состоянии войны с Францией. Британский королевский флот захватывал торговые суда нейтральных государств в случае подозрения, что они ведут торговлю с Францией. После выхода России из антифранцузской коалиции император Павел I предложил для защиты судоходства возобновить политику вооружённого нейтралитета, успешно действовавшую в период войны за независимость США. К союзу, созданному в декабре 1800 года, присоединились Дания, Пруссия и Швеция. Британское правительство усмотрело в этом союзе серьёзную угрозу интересам Великобритании.

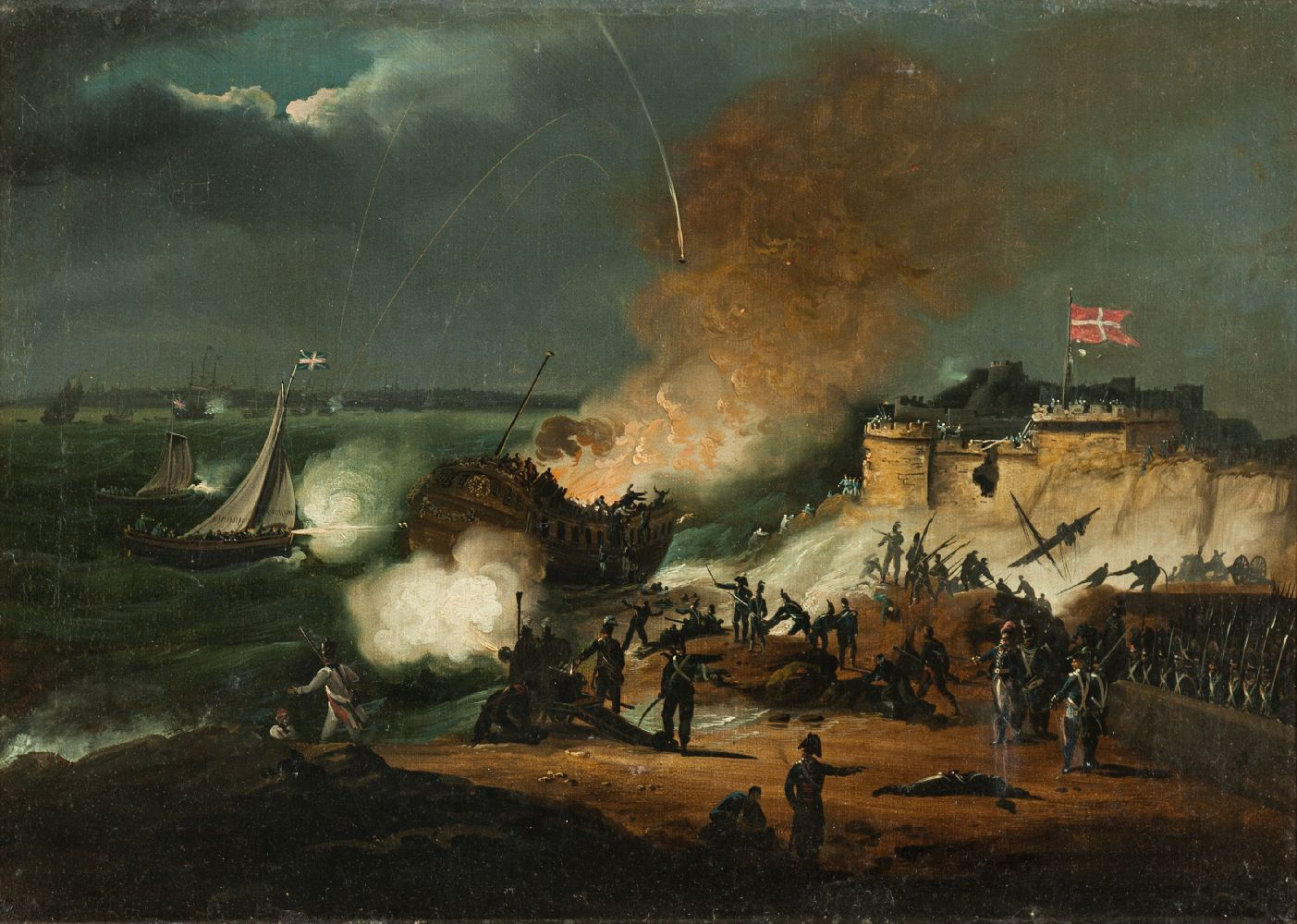
Копенгагенское сражение, работа Уильяма Сэдлера

В начале 1801 года англичане подготовили в Грейт-Ярмуте флот с целью противодействия союзу. Британцы спешили активизироваться до того, как растают льды Балтийского моря и русский флот выйдет со своих баз в Кронштадте и Ревеле. Датчанам был послан ультиматум с требованием выхода из союза. 12 марта британский флот вышел в море и 19 марта прибыл в Скаген, где было получено сообщение, что Дания ультиматум отклонила. Таким образом, проблему следовало решать силой.
Мнения англичан разошлись. Командующий флотом адмирал Паркер считал, что следует просто блокировать выход из Балтийского моря, заместитель командующего вице-адмирал Горацио Нельсон настаивал на активных действиях.

## Битва

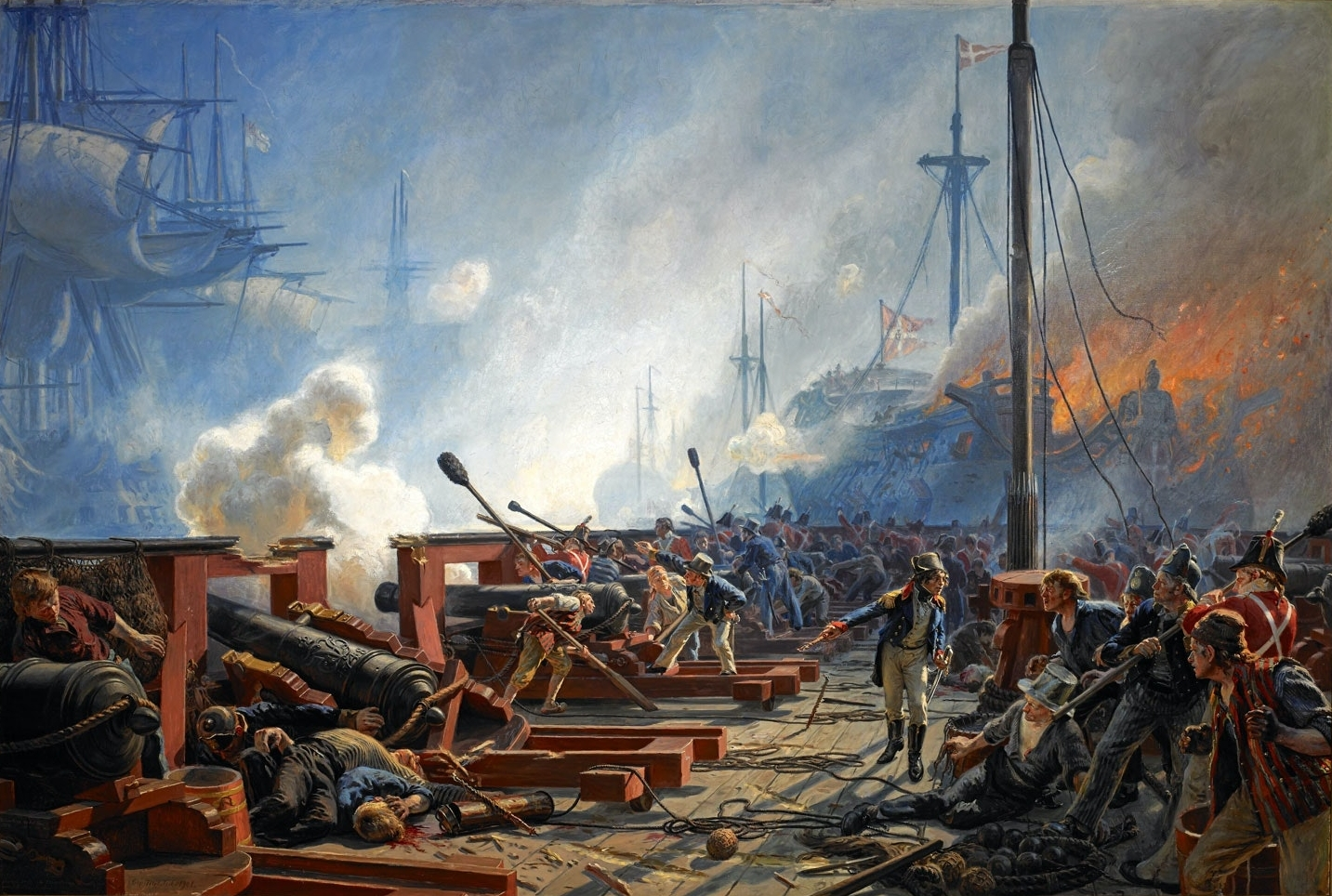
Картина «П. Виллемоос во время Копенгагенского сражения. 1801»

Датский адмирал Ольферт Фишер разместил 12 (в основном старых) линейных кораблей, прикрывающей цепью с прикрытием на флангах крепостью Трекронер и отмелью Миддельгрунн. Обозначающие фарватер вехи датчане убрали. Со многих датских кораблей была снята парусная оснастка или даже мачты целиком, что превратило их в плавучие батареи. В основном это были корабли, которые были старше 20 лет (а линейный корабль «Юлланд» был под флагом уже 39 лет), и лишь небольшую часть составляли вполне новые корабли. Основное ядро флота О. Фишер оставил в гавани в качестве резерва, придав линейным кораблям и плавучим батареям в качестве поддержки фрегаты, корветы и канонерки. Такой план датский адмирал был вынужден принять по причине того, что из-за более позднего начала навигации на севере Европы в Данию не успели прибыть норвежские экипажи и многие корабли имели критический некомплект или же недостаточно удовлетворительный уровень подготовки. С середины XVIII века и до войны датский флот насчитывал в своём составе от 23 до 28 линейных кораблей, но полностью укомплектованных экипажами и боеспособных имел чуть более половины (что было типично для флотов того времени).
В 9:30 утра датские корабли, поставленные на якорь вдоль побережья, и их береговая артиллерия были атакованы превосходящими силами англичан. Однако уже в начале боя несколько английских линейных кораблей и фрегатов выскочили на мели и принимали участие в бою крайне ограниченно.
После нескольких часов ожесточённой артиллерийской перестрелки командовавший английским флотом адмирал Паркер, видя многочисленные повреждения английских кораблей, отдал приказ об отводе кораблей, но Нельсон, не подчинившись ему, продолжил сражение. Он предпринял следующую тактику: пока его корабли, вытянувшись вдоль датской линии обороны, вели перестрелку, часть его кораблей концентрировала свой огонь на отдельном датском корабле, продвигаясь вдоль по датской линии обороны, словно искра по запальному шнуру. Фрегаты по мере сил поддерживали действия линейных кораблей.
Бой был ожесточённый. Датчане несли большие потери — их артиллеристы уступали в скорострельности англичанам, однако сражались отчаянно. Несколько датских кораблей горели, некоторые небольшие корабли поддержки затонули или были захвачены. Линейный корабль «Данеброг», охваченный пламенем, взорвался. Однако и многие английские корабли также имели критические повреждения корпуса и такелажа.
При этом датчане имели и весьма значимое преимущество — большая часть их кораблей находилась нетронутой в гавани, а на берегу у датчан был многократно превышающий потенциальный людской (в порту собралось около 2000 мужчин, предлагавших себя в качестве добровольцев) и материально-ремонтный ресурс.
Примерно в 14:00 Нельсон первым отправил к датскому кронпринцу Фредерику парламентёров с требованиями о признании поражения и завуалированными угрозами уничтожить захваченные датские корабли вместе с ранеными и пленными.
Текст послания Нельсона :
От братьев-англичан, датчанам. Лорд Нельсон не имеет желания сражаться с датчанами,но если стрельба со стороны датских кораблей продолжится, то он будет вынужден сжечь все плавучие батареи,захваченные им, без возможности спасти жизни отважных датчан, которые защищали на батареях свою родину. Писано на борту корабля Его Величества «Элефант» 2 апреля 1801 года.
Первоначальное 24-часовое перемирие было подписано в 8 часов вечера на борту британского флагмана «Лондон» датским генерал-адъютантом Линдхорном. 3 апреля в Копенгагене во дворце Амалиенборг Нельсон провёл двухчасовые переговоры с Фредериком. Вице-адмирал потребовал от датчан либо разоружения флота, либо передачи его британской короне. После дальнейших длительных переговоров 8 апреля было подписано перемирие на 14 недель, английский флот получил право прохода в Балтийское море, но благодаря усилиям датского премьер-министра К. Г. Бернсторфа флот Великобритании не получил ничего, кроме славы (которую датчане оспаривают, основываясь на том, что первыми парламентёров послали англичане и угрожали жизни пленных датчан). Дания обязалась не вступать во враждебные Великобритании союзы и придерживаться далее политики нейтралитета.
Дополнительным фактом уступчивости датчан можно считать и то, что в датской столице узнали о смерти российского императора Павла I, главного вдохновителя политики вооружённого нейтралитета.
Англичане одержали стратегическую победу — коалиция противодействия Великобритании была разрушена. Однако даже историографы Нельсона признают, что это был его самый тяжёлый бой до Трафальгара.
Датский флот в составе приблизительно 20 линейный кораблей остался в Дании.
Окончательно он был захвачен британцами уже в 1807 году.